# 汤姆·卡伦
汤姆·卡伦（英語：Tom Cullen，1985年7月17日—）是一位威爾斯电视和舞台演员，从2009年夏天开始表演。
他出生于威爾斯阿伯里斯特威斯，长大于加的夫。他有一个兄弟，一个姐妹。在2011年的得獎獨立電影《周末时光》中演出男主角、電視劇《唐頓莊園》中飾演Viscount Gillingham，以及在歷史電視劇《Knightfall》中飾演Sir Landry。
2011年，卡伦在《黑镜》第三集中出现。